# Campeonato regional de fútbol de São Nicolau 2015-16
El campeonato regional de São Nicolau 2015-16 es el campeonato que se juega en la isla de São Nicolau. Empezó el 16 de enero de 2016 y finalizó el 7 de mayo de 2016. El torneo lo organiza la federación de fútbol de São Nicolau. El FC Ultramarina es el equipo defensor del título. El campeón obtiene una plaza para jugar el campeonato caboverdiano de fútbol 2016.

## Equipos participantes
- Académica
- AJAT-SN
- SC Atlético
- FC Belo Horizonte
- FC Praia Branca
- CD Ribeira Brava
- FC Talho
- FC Ultramarina

## Tabla de posiciones
Actualizado a 7 de mayo de 2016
|   | Equipo            | PJ | PG | PE | PP | GF | GC | DG  | PTS |
| - | ----------------- | -- | -- | -- | -- | -- | -- | --- | --- |
| 1 | SC Atlético       | 14 | 11 | 3  | 0  | 37 | 12 | +25 | 36  |
| 2 | AJAT-SN           | 14 | 8  | 2  | 4  | 29 | 17 | +12 | 26  |
| 3 | FC Belo Horizonte | 14 | 7  | 4  | 3  | 30 | 19 | +11 | 25  |
| 4 | FC Ultramarina    | 14 | 6  | 4  | 4  | 21 | 13 | +8  | 22  |
| 5 | CD Ribeira Brava  | 14 | 6  | 4  | 4  | 16 | 13 | +3  | 22  |
| 6 | Académica         | 14 | 4  | 1  | 9  | 15 | 19 | -4  | 13  |
| 7 | FC Praia Branca   | 14 | 3  | 4  | 7  | 17 | 22 | -5  | 13  |
| 8 | FC Talho          | 14 | 0  | 0  | 14 | 4  | 54 | -50 | 0   |

|  | Clasificado para el campeonato caboverdiano de fútbol 2016. |

(C) Campeón

## Resultados
| Académica      | 0 - 1 | Ribeira Brava | 16 de enero |
| Belo Horizonte | 7 - 1 | Talho         | 16 de enero |
| AJAT-SN        | 2 - 1 | Praia Branca  | 16 de enero |
| Atlético       | 2 - 0 | Ultramarina   | 17 de enero |

| Praia Branca   | 0 - 1 | Ribeira Brava | 23 de enero |
| Ultramarina    | 2 - 3 | AJAT-SN       | 23 de enero |
| Talho          | 0 - 5 | Atlético      | 24 de enero |
| Belo Horizonte | 2 - 1 | Académica     | 24 de enero |

| Atlético      | 2 - 1 | Belo Horizonte | 30 de enero  |
| Ribeira Brava | 1 - 1 | Ultramarina    | 30 de enero  |
| Académica     | 3 - 1 | Praia Branca   | 31 de enero  |
| AJAT-SN       | 3 - 0 | Talho          | 3 de febrero |

| Atlético       | 5 - 1 | Académica     | 20 de febrero |
| Ultramarina    | 1 - 1 | Praia Branca  | 20 de febrero |
| Belo Horizonte | 1 - 1 | AJAT-SN       | 21 de febrero |
| Talho          | 0 - 1 | Ribeira Brava | 21 de febrero |

| Académica     | 1 - 0 | Ultramarina    | 27 de febrero |
| Ribeira Brava | 0 - 0 | Belo Horizonte | 27 de febrero |
| AJAT-SN       | 2 - 4 | Atlético       | 28 de febrero |
| Praia Branca  | 3 - 1 | Talho          | 28 de febrero |

| Belo Horizonte | 2 - 1 | Praia Branca  | 5 de marzo |
| Atlético       | 0 - 0 | Ribeira Brava | 5 de marzo |
| Talho          | 0 - 3 | Ultramarina   | 6 de marzo |
| AJAT-SN        | 0 - 0 | Académica     | 6 de marzo |

| Ultramarina   | 0 - 0 | Belo Horizonte | 12 de marzo |
| Praia Branca  | 2 - 2 | Atlético       | 12 de marzo |
| Ribeira Brava | 2 - 1 | AJAT-SN        | 16 de marzo |
| Académica     | 3 - 0 | Talho          | 27 de abril |

| Talho         | 0 - 2 | Belo Horizonte | 26 de marzo |
| Praia Branca  | 0 - 2 | AJAT-SN        | 26 de marzo |
| Ribeira Brava | 2 - 1 | Académica      | 26 de marzo |
| Ultramarina   | 0 - 2 | Atlético       | 26 de marzo |

| Ribeira Brava | 0 - 0 | Praia Branca   | 2 de abril |
| Académica     | 1 - 3 | Belo Horizonte | 2 de abril |
| Atlético      | 5 - 1 | Talho          | 2 de abril |
| AJAT-SN       | 1 - 4 | Ultramarina    | 2 de abril |

| Talho          | 0 - 6 | AJAT-SN       | 9 de abril |
| Praia Branca   | 1 - 0 | Académica     | 9 de abril |
| Belo Horizonte | 2 - 3 | Atlético      | 9 de abril |
| Ultramarina    | 2 - 0 | Ribeira Brava | 9 de abril |

| Académica     | 0 - 2 | Atlético       | 16 de abril |
| Praia Branca  | 0 - 1 | Ultramarina    | 16 de abril |
| Ribeira Brava | 4 - 0 | Talho          | 16 de abril |
| AJAT-SN       | 4 - 1 | Belo Horizonte | 16 de abril |

| Talho          | 0 - 3 | Praia Branca  | 23 de abril |
| Atlético       | 2 - 1 | AJAT-SN       | 23 de abril |
| Belo Horizonte | 2 - 1 | Ribeira Brava | 24 de abril |
| Ultramarina    | 1 - 0 | Académica     | 24 de abril |

| Académica     | 0 - 1 | AJAT-SN        | 30 de abril |
| Ultramarina   | 5 - 1 | Talho          | 30 de abril |
| Ribeira Brava | 2 - 3 | Atlético       | 30 de abril |
| Praia Branca  | 3 - 6 | Belo Horizonte | 30 de abril |

| Talho          | 0 - 4 | Académica     | 6 de mayo |
| Atlético       | 0 - 0 | Praia Branca  | 7 de mayo |
| Belo Horizonte | 1 - 1 | Ultramarina   | 7 de mayo |
| AJAT-SN        | 2 - 0 | Ribeira Brava | 7 de mayo |

### Evolución de las posiciones
| Equipo / Jornada  | 01 | 02 | 03 | 04 | 05 | 06 | 07 | 08 | 09 | 10 | 11 | 12 | 13 | 14 |
| ----------------- | -- | -- | -- | -- | -- | -- | -- | -- | -- | -- | -- | -- | -- | -- |
| Académica         | 6  | 6  | 5  | 5  | 5  | 5  | 5  | 5  | 5  | 6  | 6  | 7  | 7  | 6  |
| AJAT-SN           | 3  | 3  | 2  | 2  | 3  | 4  | 4  | 4  | 4  | 4  | 3  | 4  | 3  | 2  |
| SC Atlético       | 2  | 2  | 1  | 1  | 1  | 1  | 1  | 1  | 1  | 1  | 1  | 1  | 1  | 1  |
| FC Belo Horizonte | 1  | 1  | 4  | 4  | 4  | 3  | 3  | 3  | 3  | 3  | 4  | 3  | 2  | 3  |
| FC Praia Branca   | 5  | 5  | 7  | 7  | 6  | 7  | 7  | 7  | 7  | 7  | 7  | 6  | 6  | 7  |
| CD Ribeira Brava  | 4  | 4  | 3  | 3  | 2  | 2  | 2  | 2  | 2  | 2  | 2  | 2  | 4  | 5  |
| FC Talho          | 8  | 8  | 8  | 8  | 8  | 8  | 8  | 8  | 8  | 8  | 8  | 8  | 8  | 8  |
| FC Ultramarina    | 7  | 7  | 6  | 6  | 7  | 6  | 6  | 6  | 6  | 5  | 5  | 5  | 5  | 4  |

## Estadísticas
- Mayor goleada:

Belo Horizonte 7 - 1 Talho (16 de enero)
Talho 0 - 6 AJAT-SN (9 de abril)
- Partido con más goles: Praia Branca 3 - 6 Belo Horizonte (30 de abril)
- Mejor racha ganadora: Atlético; 6 jornadas (jornada 8 a 13)
- Mejor racha invicta: Atlético; 14 jornadas (jornada 1 a 14)
- Mejor racha marcando: AJAT-SN; 8 jornadas (jornada 7 a 14)
- Mejores racha imbatida: 3 jornadas; Ribeira Brava (jornada 4 a 6), Académica (jornada 5 a 7)y Ultramarina; 3 jornadas (jornada 10 a 12)

| Campeón SC Atlético 7.o título |